# Les Corps ouverts
Pour plus de détails, voir Fiche technique et Distribution.
Les Corps ouverts est un film français de Sébastien Lifshitz, scénarisé par Stéphane Bouquet sorti en 1998.

## Synopsis
Ce moyen métrage met en scène un scénario de désarroi existentiel d'un adolescent et ses doutes quant à ses choix sexuels.

## Fiche technique
- Titre original : Les Corps ouverts
- Réalisation : Sébastien Lifshitz
- Scénario : Stéphane Bouquet, Sébastien Lifshitz
- Photographie : Pascal Poucet
- Montage : Stéphanie Mahet, Jeanne Moutard
- Décors : Valérie Mréjen
- Costumes : Elisabeth Mehu
- Pays d'origine :  France
- Genre : drame
- Durée : 47 minutes
- Format : couleurs
- Date de sortie : 
  - France : 24 juin 1998

## Distribution
- Yasmine Belmadi : Rémi, jeune garçon qui se cherche
- Pierre-Loup Rajot : Marc
- Margot Abascal : la jeune fille
- Mohamed Damraoui : le père
- Malik Zidi : le copain de classe
- Dora Dhouis : la sœur
- Karim Belkhadra : l'épicier
- Réjane Kerdaffrec : la prof
- Sébastien Lifshitz : le vendeur de billets de la boîte gay
- Brahim Ben Salem  : le jeune beur voyeur

## Distinctions
- 1998 : Prix Kodak du court-métrage au Festival du film de Cannes.
- 1998 : Prix Jean-Vigo du court-métrage.